# Малена
„Малена“ (на италиански: Malèna) е италиано-американски филм от 2000 г. по книгата на Лучано Винченцони. В главните роли са Моника Белучи и Джузепе Сулфаро.

## Сюжет
Едно момче се влюбва в много красива, но по-възрастна от него зряла жена. Тази сладко-горчива комедия с драматични елементи се развива по времето на Втората световна война. 13-годишният Ренато Аморозо живее в малко сицилианско градче. Като подарък за рождения си ден получава велосипед, но в същото време пред очите му за първи път се появява новопристигналата в града Мадалена „Малена“ Скордия, чийто баща е местен учител в училището. Ренато се влюбва в нея от пръв поглед и оттук нататък я следва като сянка. Младата и красива жена, чийто съпруг е на фронта, е опасно изкушение за мъжете в местното общество. Съпругите решават да я изолират, създават ѝ всевъзможни пречки и я докарват до пълно отчаяние. Ренато е на нейна страна и прави каквото може, за да помогне на жената, която обича.

## В ролите
- Моника Белучи: Мадалена "Малена" Бонсиньоре Скордия
- Джузепе Сулфаро: Ренато Аморозо
- Лучано Федерико: баща на Ренато
- Матилде Пиана: Майката на Ренато
- Гаетано Ароника: лейтенант Антонино „Нино“ Скордия
- Габриела Ди Луцио: любовница на барона
- Анджело Пелегрино: политически секретар
- Паола Паче: линчуваща жена
- Джилберто Идонеа: адвокат на Ченторби
- Пипо Патавина: претор
- Доменико Дженаро: фармацевт
- Антонио Фулфаро: бръснар
- Пиетро Нотариани: професор Бонсиньоре (баща на Малена)
- Клаудия Муции: Първа проститутка
- Лучия Сардо: Втора линчуваща жена
- Орнела Джусто: Проститутка